# كونور دونوفان (ممثل)
كونور دونوفان (بالإنجليزية: Conor Donovan)‏ هو ممثل أمريكي، ولد في 1991. من الجوائز التي نالها جائزة المسرح العالمي سنة 2005.

## جوائز
- جائزة المسرح العالمي (2005)

## وصلات خارجية
- كونور دونوفان على موقع IMDb (الإنجليزية)
- كونور دونوفان على موقع قاعدة بيانات برودواي على الإنترنت (الإنجليزية)
- كونور دونوفان على موقع قاعدة بيانات الفيلم (الإنجليزية)